# Coupe de Tunisie de football 2010-2011
Navigation
Coupe de Tunisie 2009-2010 Coupe de Tunisie 2011-2012
La coupe de Tunisie de football 2010-2011 est la 54e édition de la coupe de Tunisie depuis 1956 et la 79e depuis l'instauration de cette compétition, une compétition à élimination directe mettant aux prises des centaines de clubs de football amateurs et professionnels à travers la Tunisie. Elle est organisée par la Fédération tunisienne de football (FTF) et ses ligues régionales.
L'Olympique de Béja est le tenant du titre.

## Résultats

### Deuxième tour préliminaire
- Samedi 16 octobre :
  - La Palme de Tozeur Avenir (Ligue 2) - Avenir sportif de Kasserine (Ligue 2) : 2-2 a. p. 5-6 t. a. b.
  - Espoir sportif de Bouchemma (Ligue 3) - Kalâa Sport (Ligue 3) : 0-1
  - Stade africain de Menzel Bourguiba (Ligue 3) - Association sportive de Djerba (Ligue 2) : 1-7
  - Club sportif de Menzel Bouzelfa (Ligue 3) - Olympique du Kef (Ligue 2) : 1-1 a. p. 3-4 t. a. b.
  - Stade sportif sfaxien (Ligue 3) - Stade gabésien (Ligue 2) : 0-2
  - Football Mdhilla Club (Ligue 4) - Dahmani Athlétique Club (Ligue 3) : 0-2
  - Espoir sportif de Tazerka (Ligue 5) - Avenir sportif de Soliman (Ligue 4) : 0-1
  - Club olympique des transports (Ligue 2) - Grombalia Sports (Ligue 3) : 1-0
  - Club sportif de Hajeb El Ayoun (Ligue 4) - Jeunesse sportive de Oudhref (Ligue 5) : 2-1
  - Association sportive de l'Ariana (Ligue 4) - Mine sportive de Métlaoui (Ligue 5) : 5-0
  - Widad sportif d'El Hamma (Ligue 4) - Union sportive de Ben Guerdane (Ligue 2) : 0-1
  - El Ahly Mateur (Ligue 2) - Flèche sportive de Ras Jebel (Ligue 4) : 2-0
  - Club sportif de Korba (Ligue 2) - Avenir sportif d'Oued Ellil (Ligue 4) : 3-1
  - Club sportif de Bembla (Ligue 5) - Sporting Club de Moknine (Ligue 2) : 0-1 a. p.
  - Astre sportif de Zaouiet Sousse (Ligue 5) - Croissant sportif de M'saken (Ligue 2) : 0-3
  - Progrès sportif de Sakiet Eddaïer (Ligue 5) - Étoile sportive de Béni Khalled (Ligue 2) : 2-3
  - Union sportive monastirienne (Ligue 2) - Tinja Sport (Ligue 5) : 6-1
  - Jendouba Sports (Ligue 2) - Espérance sportive du Krib (Ligue 5) : 11-0

### Seizièmes de finale
| Date    | Équipe 1                         | Équipe 2                        | Score 90 min | Score Prol. | Tirs au but |
| ------- | -------------------------------- | ------------------------------- | ------------ | ----------- | ----------- |
| 29 oct. | Olympique de Béja                | Club sportif de Korba           | 1 - 0        |             |             |
| 30 oct. | Association sportive de l'Ariana | Club africain                   | 1 - 3        |             |             |
| 30 oct. | Étoile sportive du Sahel         | Espoir sportif de Hammam Sousse | 0 - 0        | 1 - 0       |             |
| 31 oct. | Espérance sportive de Zarzis     | Club sportif de Hammam Lif      | 3 - 1        |             |             |
| 31 oct. | Avenir sportif de La Marsa       | Sporting Club de Moknine        | 2 - 1        |             |             |
| 31 oct. | Jendouba Sports                  | Club athlétique bizertin        | 1 - 0        |             |             |
| 31 oct. | Stade tunisien                   | Kalâa Sport                     | 4 - 1        |             |             |
| 31 oct. | El Gawafel sportives de Gafsa    | Dahmani Athlétique Club         | 5 - 1        |             |             |
| 31 oct. | Avenir sportif de Gabès          | Avenir sportif de Soliman       | 1 - 0        |             |             |
| 31 oct. | Club olympique des transports    | El Ahly Mateur                  | 2 - 1        |             |             |
| 31 oct. | Étoile sportive de Béni Khalled  | Olympique du Kef                | 5 - 0        |             |             |
| 31 oct. | Croissant sportif de M'saken     | Union sportive de Ben Guerdane  | 0 - 1        |             |             |
| 31 oct. | Avenir sportif de Kasserine      | Stade gabésien                  | 2 - 0        |             |             |
| 31 oct. | Association sportive de Djerba   | Club sportif de Hajeb El Ayoun  | 1 - 0        |             |             |
| 3 nov.  | Union sportive monastirienne     | Club sportif sfaxien            | 2 - 0        |             |             |
| 24 nov. | Espérance sportive de Tunis      | Jeunesse sportive kairouanaise  | 1 - 0        |             |             |

### Huitièmes de finale
| Date   | Équipe 1                        | Équipe 2                       | Score 90 min | Score Prol. | Tirs au but |
| ------ | ------------------------------- | ------------------------------ | ------------ | ----------- | ----------- |
| 3 déc. | Stade tunisien                  | Espérance sportive de Zarzis   | 1 - 0        |             |             |
| 4 déc. | Avenir sportif de Kasserine     | Olympique de Béja              | 1 - 0        |             |             |
| 4 déc. | Jendouba Sports                 | Union sportive monastirienne   | 0 - 0        | 0 - 0       | (4 - 5)     |
| 4 déc. | El Gawafel sportives de Gafsa   | Avenir sportif de La Marsa     | 2 - 1        |             |             |
| 4 déc. | Club olympique des transports   | Avenir sportif de Gabès        | 1 - 3        |             |             |
| 4 déc. | Étoile sportive de Béni Khalled | Association sportive de Djerba | 1 - 2        |             |             |
| 4 déc. | Espérance sportive de Tunis     | Union sportive de Ben Guerdane | 2 - 0        |             |             |
| 5 déc. | Club africain                   | Étoile sportive du Sahel       | 1 - 2        |             |             |

### Quarts de finale
| Date    | Équipe 1                       | Équipe 2                      | Score 90 min | Score Prol. | Tirs au but |
| ------- | ------------------------------ | ----------------------------- | ------------ | ----------- | ----------- |
| 8 juin  | Étoile sportive du Sahel       | Avenir sportif de Gabès       | 0 - 0        | 1 - 0       |             |
| 8 juin  | Association sportive de Djerba | El Gawafel sportives de Gafsa | 1 - 1        | 1 - 1       | (3 - 4)     |
| 8 juin  | Union sportive monastirienne   | Espérance sportive de Tunis   | 1 - 4        |             |             |
| 22 juin | Avenir sportif de Kasserine    | Stade tunisien                | 0 - 1        |             |             |

### Demi-finales
| Date    | Équipe 1                    | Équipe 2                      | Score 90 min | Score Prol. | Tirs au but |
| ------- | --------------------------- | ----------------------------- | ------------ | ----------- | ----------- |
| 21 jui. | Étoile sportive du Sahel    | El Gawafel sportives de Gafsa | 2 - 0        |             |             |
| 21 jui. | Espérance sportive de Tunis | Stade tunisien                | 2 - 0        |             |             |

### Finale
| Date    | Équipe 1                 | Équipe 2                    | Score 90 min | Score Prol. | Tirs au but |
| ------- | ------------------------ | --------------------------- | ------------ | ----------- | ----------- |
| 25 jui. | Étoile sportive du Sahel | Espérance sportive de Tunis | 0 - 1        |             |             |

La finale est dirigée par l'arbitre Mohamed Saïd Kordi, assisté de Fethi Amina et Anis Daham, avec Mourad Ben Hamza comme quatrième arbitre. C'est Oussama Darragi qui marque le but de la victoire pour l'Espérance sportive de Tunis.

### Meilleurs buteurs
Onuoha Ogbonna (EGSG), qui a inscrit quatre buts, précède Oussama Darragi (EST), auteur de trois buts.